# Kirti Nidhi Bista
Kirti Nidhi Bista (15 januari 1927 - 11 november 2017) was een Nepalees politicus. Hij was verschillende keren premier van zijn land tussen 1969 en 1979. 
Kirti Nidhi Bista werd een eerste maal premier in 1969. In het kabinet van premier Surya Bahadur Thapa was hij minister van Buitenlandse Zaken. Hij volgde Thapa in april 1969 op en draaide zijn politiek van liberalisering terug. Bista bleef maar kort premier want nadien nam koning Mahendra zelf het ambt van premier waar. Bista werd opnieuw premier in april 1970 nadat de koning als premier was afgetreden. Maar Bista nam in augustus 1970 al ontslag, nadat de koning gratie had verleend aan Ramraja Prassad Singh. Bista had Singh, die ageerde tegen het partijloze Panchayatsysteem in Nepal, laten vervolgen voor staatsgevaarlijke activiteiten. Maar al na enkele dagen benoemde de koning Bista opnieuw tot premier. Na de dood van de koning herschikte de nieuwe koning Birendra het kabinet in april 1972. Bista bleef premier maar verloor zijn portefeuille van Buitenlandse Zaken aan Gyanendra Bahadur Karki.